# Capilla de San Antón (Mezquita-catedral de Córdoba)
La capilla de San Antón se encuentra en el muro occidental de la Mezquita-catedral de Córdoba, en Andalucía, España. La capilla está dedicada a Antonio Abad, también conocido como San Antón, patrón de los animales y ermitaño fallecido en Egipto, cerca del mar Rojo, en el año 356. Su devoción en Córdoba está documentada desde el siglo XIII.
La fundación de la capilla se produjo gracias a Alfonso Fernández el Viejo, vasallo del rey y veinticuatro de Córdoba, biznieto de Alfonso Fernández, adelantado mayor de la frontera y primer señor de Cañete. En su testamento en 1430 se mandó enterrar en esta capilla. Posteriormente, Inés de Aguilar creó una capellanía en 1547, mientras que en 1579 los patronos de la capilla eran Gómez de Córdoba y Luis Gómez de Figueroa. Fue propiedad de los marqueses de Villaseca como señores de Belmonte hasta que en 1902 renunciaron en favor de los hijos de José Cabrera y Fernández de Córdoba.

## Descripción
En el lateral derecho se encuentra la celosía mudéjar original con puerta de acceso desde el antiguo baptisterio (actualmente capilla de Nuestra Señora de la Concepción), mientras que la celosía del lado oriental procede del cerramiento norte de la capilla de San Ildefonso, trasladada a este lugar en 1987. Sobre ella también puede observarse un lienzo de la Sagrada Familia.
El retablo, en madera dorada, está compuesto por pilastras de capitel corintio, decoradas con racimos de uvas, y una imagen de San Antón, probablemente de finales del siglo XVII. El ático se halla incompleto al haber sufrido un derrumbamiento; hoy restaurado gracias a Miguel Arjona Navarro con los elementos que pudieron recuperarse.